# Sphaeroma gayi
Sphaeroma gayi là một loài chân đều trong họ Sphaeromatidae. Loài này được Nicolet miêu tả khoa học năm 1849.